# リーガ・エスパニョーラ1931-1932
この項目では、1931-1932年シーズンのリーガ・エスパニョーラ (ラ・リーガ、プリメーラ・ディビシオン)について述べる。
リーガ・エスパニョーラ1931-1932は、スペインのプロサッカーリーグ、リーガ・エスパニョーラの4回目のシーズンである。
1931年11月22日に開幕し、1932年4月3日に閉幕。マドリードFCが無敗で初優勝した。

## 1931-1932年シーズンの昇降格
セグンダ・ディビシオンへ降格
バレンシアFC(プリメーラ・ディビシオン1930-1931最下位)
プリメーラ・ディビシオンへ昇格
CEエウロパ(セグンダ・ディビシオン1930-31優勝)

## 1931-1932年シーズンのリーガ・エスパニョーラのチーム

### クラブ名の変更
第二共和政は「レアル」の称号やエンブレム内の王冠など、君主制関連のシンボルの使用禁止を各クラブに求めた。
レアル・ソシエダ・デ・フットボール ⇒ ドノスティア・フットボール・クルブ(Donostia Foot-Ball Club)
レアル・クルブ・デポルティーボ・エスパニョール ⇒ クルブ・デポルティーボ・エスパニョール(Club Deportivo Español)
レアル・マドリード・フットボール・クルブ ⇒ マドリード・フットボール・クルブ(Madrid Foot-Ball Club)
レアル・ウニオン・デ・イルン ⇒ ウニオン・クルブ・デ・イルン(Unión Club de Irún)
レアル・ラシン・クルブ・デ・サンタンデール ⇒　ラシン・クルブ・デ・サンタンデール(Racing Club de Santander)
バレンシアはマドリードより南に位置するクラブとしては初昇格。北に固まっていた勢力図が少し移動した。
| クラブチーム                 | ホームタウン         | スタジアム           | 収容人数 | 監督                     |
| ---------------------------- | -------------------- | -------------------- | -------- | ------------------------ |
| デポルティーボ・アラベス     | ビトリア＝ガステイス | メンディソロツァ     | 7,210    | ホセ・エンシアス         |
| アレナス・クルブ・デ・ゲチョ | ゲチョ               | イバイオンド         | 15,540   |                          |
| アスレティック・ビルバオ     | ビルバオ             | サン・マメス         | 17,628   | フレッド・ペントランド   |
| FCバルセロナ                 | バルセロナ           | ラス・コルツ         | 25,000   | ジャック・グリーンウェル |
| ドノスティアFC               | サン・セバスティアン | アトーチャ           | 9,215    | ハリー・ロウ             |
| CDエスパニョール             | バルセロナ           | サリア               | 16,055   | パトリシオ・カイセド     |
| マドリードFC                 | マドリード           | チャマルティン       | 11,300   | リッポ・ヘルザ           |
| ラシン・サンタンデール       | サンタンデール       | エル・サルディネーロ | 17,862   | ロバート・ファース       |
| ウニオン・クルブ・デ・イルン | イルン               | ガル                 | 11,960   |                          |
| バレンシアFC                 | バレンシア           | メスタージャ         | 18,980   | ロドルフォ・ギャロウエー |

## シーズンの流れ
マドリードFCは政治的な変化以外にも、チーム内部に変化があった。今日のゼネラル・マネージャーにあたるパブロ・エルナンデス・コロナド氏が、デポルティーボ・アラベスからDFのシリアコとキンコセスを引き抜き守備陣を補強、1年前に獲得したGKリカルド・サモラが統率した。サモラ自身も防御率新記録を更新し、チームの失点はリーグ最少の「15」だった。その他にも中盤・攻撃陣にライバルや下部リーグの戦力を大量に獲得。デポルティーボ・ラ・コルーニャから獲得したFWマヌエル・オリバレスは11得点でランキング2位となった。
ホームで確実に勝ちアウェイは引き分け・僅差勝利で凌ぐというクラシカルな戦略をとったマドリードは、10勝8分けと負けないサッカーで首位ビルバオに食らいつき、第15節で首位に再浮上した。最終節はFCバルセロナと敵地ラス・コルツで対戦し、一度は逆転するも追いつかれて2-2で引き分けた。しかし総得失点差で上回る2位ビルバオが敵地でラシン・サンタンデールに敗れたため、辛くも初優勝を決めた。最終節までレースを繰り広げた2連覇中の王者ビルバオは得点力では最強だったが、マドリードとの直接対決で2引分けに終わり、失点もマドリードより「8」多かった。ホームは8勝1分けで得点も多かったが、アウェイで3勝3分け4敗と不調だった。総得失点差で優位がありながら最終節のアウェイも敗北し、逆転での3連覇はできなかった。
残留争いでは、序盤からウニオン・クルブ・デ・イルン、デポルティーボ・アラベス、ドノスティアFC、バレンシアFCなどが下位に低迷し続けた。このうち1部初挑戦のバレンシアは徐々に調子を上げ、第13節終了時に降格圏に勝ち点差4を付け、ドノスティアも中盤戦から浮上し第13節で最下位に勝ち点3差をつけることに成功。以後は両者とも安全圏をキープしながら勝ち点差をじわじわと広げ、最終節前に残留を決めた。
その後はアラベスとイルンの争いに絞られた。イルンはホームで4勝2分3敗と勝ち越し、フリオ・エリセギが二桁得点を決め気を吐いた。第14節終了時には降格圏と勝ち点3差もつけたが、最終的にアウェイ1分9敗で未勝利だったことが響いた。それでも第13節終了時から9位を維持していたが、敵地メンディソロツァでのアラベスとの最終節直接対決に0-1で敗れて勝ち点で並ばれると、当該対戦2敗を喫したイルンが最下位に転落しセグンダ・ディビシオン自動降格が決定。逆にアラベスにとっては土壇場の逆転残留になった。

### 順位表
| 順 | チーム                           | 試 | 勝 | 分 | 敗 | 得 | 失 | 差  | 点 | 降格                                      |
| -- | -------------------------------- | -- | -- | -- | -- | -- | -- | --- | -- | ----------------------------------------- |
| 1  | マドリードFC (C)                 | 18 | 10 | 8  | 0  | 37 | 15 | +22 | 28 |                                           |
| 2  | アスレティック・ビルバオ         | 18 | 11 | 3  | 4  | 47 | 23 | +24 | 25 |                                           |
| 3  | FCバルセロナ                     | 18 | 10 | 4  | 4  | 40 | 26 | +14 | 24 |                                           |
| 4  | ラシン・サンタンデール           | 18 | 7  | 6  | 5  | 36 | 35 | +1  | 20 |                                           |
| 5  | アレナス・クルブ・デ・ゲチョ     | 18 | 7  | 3  | 8  | 35 | 42 | −7  | 17 |                                           |
| 6  | CDエスパニョール                 | 18 | 7  | 1  | 10 | 34 | 39 | −5  | 15 |                                           |
| 7  | バレンシアFC                     | 18 | 6  | 3  | 9  | 38 | 47 | −9  | 15 |                                           |
| 8  | ドノスティアFC                   | 18 | 7  | 0  | 11 | 38 | 35 | +3  | 14 |                                           |
| 9  | デポルティーボ・アラベス         | 18 | 5  | 1  | 12 | 22 | 44 | −22 | 11 |                                           |
| 10 | ウニオン・クルブ・デ・イルン (R) | 18 | 4  | 3  | 11 | 24 | 45 | −21 | 11 | セグンダ・ディビシオン1932–1933へ自動降格 |

1. 1 2  CDエスパニョールはバレンシアFCに対し1-3、3-0で当該対戦の勝ち点が2-2で並んだが、当該対戦得失点差が4-3で優るため順位が上回った[14][15]。
2. 1 2  デポルティーボ・アラベスはウニオン・クルブ・デ・イルンに対し2-0、1-0と2勝。当該対戦の勝ち点が4-0で優るため順位が上回った[16][17]。

### 戦績表
| ホーム / アウェイ            | ALA | ARE | ATH | BAR | DON | ESP | MAD | RAC | UNI | VAL |
| ---------------------------- | --- | --- | --- | --- | --- | --- | --- | --- | --- | --- |
| デポルティーボ・アラベス     | —   | 3–1 | 0–1 | 1–3 | 1–2 | 4–1 | 0–1 | 1–2 | 1–0 | 2–1 |
| アレナス・クルブ・デ・ゲチョ | 4–2 | —   | 2–1 | 1–3 | 2–1 | 3–2 | 2–2 | 3–1 | 5–0 | 4–1 |
| アスレティック・ビルバオ     | 3–2 | 4–1 | —   | 3–0 | 5–1 | 4–0 | 3–3 | 3–2 | 2–1 | 7–2 |
| FCバルセロナ                 | 6–0 | 2–2 | 1–3 | —   | 2–0 | 2–2 | 2–2 | 4–2 | 3–2 | 3–2 |
| ドノスティアFC               | 4–1 | 7–0 | 3–2 | 0–1 | —   | 5–2 | 1–2 | 1–5 | 5–0 | 7–1 |
| CDエスパニョール             | 4–0 | 4–2 | 1–0 | 0–3 | 2–0 | —   | 1–2 | 6–1 | 3–1 | 3–0 |
| マドリードFC                 | 5–0 | 4–0 | 1–1 | 2–0 | 1–0 | 3–0 | —   | 0–0 | 3–2 | 4–1 |
| ラシン・サンタンデール       | 1–1 | 1–1 | 2–0 | 3–2 | 2–1 | 2–1 | 0–0 | —   | 2–2 | 4–1 |
| ウニオン・クルブ・デ・イルン | 0–2 | 1–0 | 1–5 | 1–3 | 2–0 | 4–1 | 1–1 | 2–2 | —   | 3–2 |
| バレンシアFC                 | 5–1 | 3–2 | 0–0 | 0–0 | 4–0 | 3–1 | 1–1 | 6–4 | 5–1 | —   |

### 昇格チーム
ベティス・バロンピエ(セグンダ・ディビシオン1931-32年優勝。初昇格。開幕前に「レアル」をクラブ名から削除)

## 得点ランク・記録

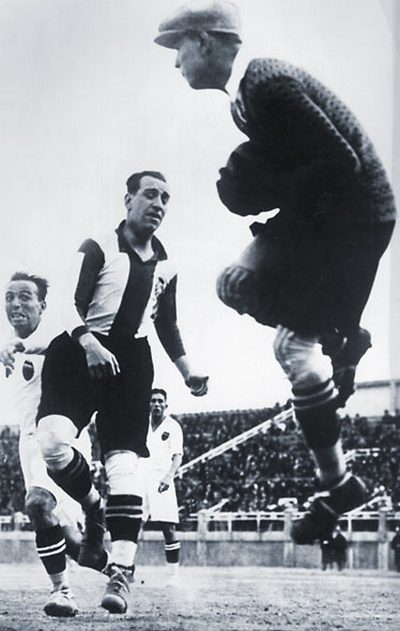
最少失点・最少失点率のリカルド・サモラ(マドリードFC)

※スペインサッカー連盟の公式記録。その後マルカ紙やRSSSFが異なるデータを提示したが、未だに公式記録を信頼・掲載しているサイトが複数あるため一概にどれが真実ともいえない。
| 得点者                     | 得点数 | 試合数 | 得点率 | チーム                             |
| -------------------------- | ------ | ------ | ------ | ---------------------------------- |
| バタ                       | 13     | 18     | 0.72   | アスレティック・ビルバオ           |
| マヌエル・オリバレス       | 11     | 13     | 0.85   | マドリードFC                       |
| チョリン                   | 11     | 13     | 0.85   | ドノスティアFC                     |
| ジョゼップ・サミティエール | 10     | 12     | 0.83   | FCバルセロナ                       |
| エデルミロ・ロレンソ       | 10     | 14     | 0.71   | CDエスパニョール                   |
| フリオ・エリセギ           | 10     | 15     | 0.67   | ウニオン・クルブ・デ・イルン       |
| シスコ・ゴエネチェア       | 10     | 16     | 0.63   | ラシン・クルブ・デ・サンタンデール |
| レオポルド・カピージャス   | 9      | 10     | 0.90   | バレンシアFC                       |
| ギジェルモ・ゴロスティサ   | 9      | 15     | 0.60   | アスレティック・ビルバオ           |
| ホセ・イララゴーリ         | 9      | 15     | 0.50   | アスレティック・ビルバオ           |
| アンジャル・アルチャ       | 8      | 15     | 0.53   | FCバルセロナ                       |
| パコ・ビエンソバス         | 8      | 18     | 0.44   | ドノスティアFC                     |

### 最少失点ゴールキーパー
リカルド・サモラ(マドリードFC、17試合15失点・防御率0.88)

## できごと
- FCバルセロナのジュゼップ・サミティエールは、最終節の前半20分に先制点を決めたがマドリードの優勝を阻止できなかった。のちにマドリードへ移籍する。
- マドリードFCのGKリカルド・サモラが記録した失点率0.88はその後24年間、失点数15は32年間最高記録だった。
- この時期からカンペオナートス・レヒオナレス(各州の選手権)の重要性が失われはじめ、改革期に入ったとされる。内戦期を経て最終的にはディビシオネス・レヒオナレスとして、テルセーラ・ディビシオンの下位カテゴリーに組み込まれる。